# Chujiro Hayashi
Chujiro Hayashi (林 忠次郎, Hayashi Chūjirō, Tóquio, 15 de setembro de 1880 – Atami, 11 de maio de 1940), discípulo de Mikao Usui, desempenhou um papel importante na difusão do Reiki para fora do Japão.
Hayashi era médico naval e utilizava o Reiki para tratar seus pacientes. Ele começou a estudar com Usui no início da década de 1920. Ele criou seu ramo, Hayashi Reiki Kenkyu-kai em Tóquio, Shinano-machi enquanto seu mestre Usui ainda estava vivo, e manteve o caminho dos ensinamentos de Usui.
Hayashi iniciou e treinou Hawayo Takata e ajudou-a a levar o Reiki para o Havaí. Ele também treinou Chiyoko Yamaguchi, a fundadora do Jikiden Reiki.
Em 1940, Hayashi cometeu seppuku, uma forma japonesa de suicídio ritual.

## Vida
Chujiro Hayashi nasceu em Tóquio em 15 de setembro de 1880. Tendo se formado na 30ª turma da Academia Naval do Japão em 1902, ele serviu em uma divisão de patrulhamento portuário na Guerra Russo-Japonesa de 4 de fevereiro daquele ano até que um tratado de paz concluiu a guerra em 5 de setembro de 1906.
Em 1918 ele se tornou Diretor da Estação de Defesa do Porto de Ominato, onde Kanichi Taketomi (que mais tarde se tornaria o 3º presidente da Usui Ryoho Gakkai) era o Chefe do Estado-Maior. "Ominato" era um porto localizado aos pés do Monte Osore, na Península de Shimokita, em Aomori, no norte do Japão. Naquela época, os portos de defesa eram considerados os segundos portos mais importantes, depois dos portos da Base Naval.
Hayashi tinha uma esposa e dois filhos. Sua esposa, Chie, nasceu em 1887 e se casou com ele depois de se formar na Escola Secundária Feminina de Shizuoka. Seu primeiro filho, Tadayoshi, nasceu em 1903 e formou-se em economia na Universidade Keio. Kiyoe, seu segundo filho, nasceu 7 anos depois e passou a estudar na mesma escola que sua mãe.

## Atividades
No início da década de 1920, Hayashi tornou-se aluno de Mikao Usui, o fundador do Reiki. Sendo médico, ele logo se tornou um dos alunos proeminentes de Usui no Usui Reiki Ryoho Gakkai. Mais tarde, ele se tornou fundamental na disseminação mundial do Reiki. Em 1925, Hayashi tornou-se Shihan e, em 16 de janeiro de 1926, tornou-se professor sênior e membro do conselho da Usui Reiki Ryoho Gakkai.
Após a morte de Mikao Usui, por volta de 1927–1928, Hayashi separou-se do grupo original e fundou o Hayashi Reiki Kenkyukai. Em 1935, seu instituto foi registrado em 28 Higashi-shinano-cho, Yotsuya, Tóquio, agora conhecido como 27 Shinano-cho, distrito de Shinjuku, Tóquio.
Aqui ele empregou 20 praticantes de Reiki que trabalharam em dez mesas de massagem, dois praticantes por cliente. Ele promoveu ativamente o Reiki em todo o Japão e realizou seminários para ensinar Reiki a um grande número de pessoas.
Um de seus organizadores foi Wasaburo Sugano, tio de Chiyoko Yamaguchi, fundador do Jikiden Reiki. Sugano começou a organizar treinamentos para Hayashi por volta de 1930. A partir de 1935 eles foram realizados na residência de Sugano em Daishoji, na província de Ishiwawa.
A convite de Hawayo Takata, Hayashi visitou o Havaí entre outubro de 1937 e fevereiro de 1938. De acordo com o jornal Hawaii Hochi, ele ensinou a 350 alunos de todas as raças os graus de praticante, Shoden e Okuden, enquanto estava no Havaí.
Chujiro Hayashi tirou sua vida em sua vila em Atami – um resort de águas termais perto do Monte Fuji – em 11 de maio de 1940. Ele foi sucedido por sua esposa, Chie Hayashi, como chefe do Hayashi Reiki Kenkyukai, que fechou suas portas em meados da década de 1950. Apenas dois de seus alunos e seus sucessores são conhecidos por ensinar Reiki publicamente, Chiyoko Yamaguchi e Hawayo Takata.

## Circulação do Reiki no mundo
Através de Hawayo Takata, Reiki se espalhou primeiro nos EUA e depois em todo o mundo. Algumas mudanças aconteceram na forma de praticá-lo neste processo de internacionalização.
Chiyoko Yamaguchi fundou o Instituto Jikiden Reiki em 1999, juntamente com seu filho Tadao Yamaguchi. No Jikiden Reiki os ensinamentos originais permanecem inalterados, o conteúdo do curso é idêntico ao que Chiyoko Yamaguchi e outros membros da família aprenderam com Chujiro Hayashi na década de 1930.